# پارک ملی روسکی سور
پارک ملی روسکی سور (انگلیسی: Russky Sever National Park) یک پارک ملی حفاظت‌شده در استان ولوگدای کشور روسیه است.